# والری پوکروفسکی
والری لئونیدوویچ پوکروفسکی (روسی: Валерий Леонидович Покровский؛ متولد ۱۹۳۱) یک فیزیکدان روسی و شوروی است. وی عضو موسسه لانداو در شهر چرنوگوولوکا در نزدیکی مسکو در روسیه و استاد فیزیک نظری در دانشگاه A&M تگزاس است.
بعد از دریافت مدرک کارشناسی ارشد خود از دانشگاه خارکوف (اتحادیه اوکراینی جماهیر شوروی سابق، اتحاد جماهیر شوروی) در سال ۱۹۵۳، وی در سال ۱۹۵۷ از رساله دکتری خود در دانشگاه تامسک دفاع کرد. بعد از آن تا سال ۱۹۶۶ به عنوان پژوهشگر در شعبه سیبری آکادمی علوم اتحاد جماهیر شوروی مشغول به کار بود. تا این که در سال ۱۹۶۶ از وی دعوت شد تا به مؤسسه تازه تأسیس لاندائو برای فیزیک نظری بپیوندد. وی همچنین به‌طور همزمان به عنوان استاد در مؤسسه فیزیک و فناوری مسکو مشغول به کار شد. وی در نهایت پس از فروپاشی شوروی و در سال ۱۹۹۲ به عنوان استاد فیزیک به دانشگاه A&M تگزاس پیوست.
زمینه‌های تحقیق او مکانیک کوانتومی، فیزیک آماری و نظریه ماده چگالش است. وی بیشتر به خاطر مشارکتهای پیشگامانه و اساسی اش در نظریهٔ مدرن گذار فاز، همراه با الکساندر پاتاشینسکی، در سال ۱۹۶۵ و همچنین تجزیه و تحلیل گذارفازهای سازگار و ناسازگار در سیستم‌های ابرساختار دو بعدی، گذار پوکوفسکی - تالاپوف شناخته شده‌است.
والری پوکروفسکی جوایز متعددی از جمله جایزه لاندائو آکادمی علوم اتحاد جماهیر شوروی را در سال ۱۹۸۴ و ۲۰۱۸، جایزه هومبولت در سال ۲۰۰۰ و جایزه لارس اونساگر انجمن فیزیکی آمریکا در سال ۲۰۰۵ دریافت کرده‌است.

## انتشارات منتخب
- A.Z. Patashinskii, V.L. Pokrovskii, Fluctuation Theory of Phase Transitions, Pergamon Press, 1979; شابک ‎۰۰۸۰۲۱۶۶۴۱ISBN 0-08-021664-1 Pokrovsky, V. L.; Talapov, A.L. (1979). "Ground-state, spectrum, and phase-diagram of 2-dimensional incommensurate crystals". Physical Review Letters. 42: 65–67. Bibcode:1979PhRvL..42...65P. doi:10.1103/PhysRevLett.42.65.